# مجموعة سميث
سميث جروب بي أى سي أو مجموعة سميث هي شركة هندسية بريطانية متعددة الجنسيات ومتنوعة يقع مقرها الرئيسي في لندن ، إنجلترا. تعمل في أكثر من 50 دولة وتوظف 14600 موظف. مجموعة سميثس مدرجة في بورصة لندن وهي أحد مكونات مؤشر أف تي أس إي 100 .